# Leo Heller
Leo Heller (* 18. März 1876 in Wien; † 30. Januar 1941 in Prag) war ein österreichischer (Kriminal-)Schriftsteller, Lyriker, Kritiker, Feuilletonist, Journalist beim Berliner 8 Uhr-Abendblatt.

## Leben
Leo Heller war der einzige Sohn des wohlhabenden Kaufmanns Sigismund Heller aus Teplitz in Böhmen und dessen Ehefrau Ida geb. Winternitz. Nach der Schulzeit besuchte Leo Heller zunächst auf Drängen seines Vaters die Prager Handelsakademie und wurde dann Beamter bei der Böhmischen Union-Bank. Er kündigte nach vier Jahren, um Redakteur des Deutschen Prager Abendblatts zu werden. Dort konnte er sich einen guten Ruf als Feuilletonist erwerben und vielfältige Kontakte zu literarischen Zirkeln knüpfen. 1901 verließ er Prag auf Einladung von Ernst von Wolzogen, der auf der Suche nach Textautoren für sein literarisches Kabarett „Überbrett'l“ war, und zog dauerhaft nach Berlin. Als freier Mitarbeiter von verschiedenen Zeitungen und Zeitschriften verfasste er im Laufe seiner Karriere eine große Anzahl Feuilletons, Gedichte und Plaudereien. Dabei befasste er sich verstärkt mit den „sozialen Unterschichten“ der Großstadt, den kriminellen Ereignissen und dem Berliner Dirnentum (so benannt nach Hans Ostwald). 1902 konnte er sein erstes Buch veröffentlichen, eine Sammlung von "Brett'l-Lieder"-Texten, die in einschlägigen Kreisen großen Anklang fanden und auch vertont wurden. 1906 heiratete Heller die geschiedene Putzmacherin Regina Friedländer, geb. Oppler († 1932), Inhaberin des exklusiven Hutsalons Regina Friedländer.
Zusammen mit Kriminalkommissar Ernst Engelbrecht, dem Leiter der Streif- und Fahndungsmannschaft beim Polizeipräsidium Berlin, verfasste er die Werke Berliner Razzien (1924), Verbrecher – Bilder und Skizzen aus dem Verbrecherleben (1925) und Kinder der Nacht – Bilder aus dem Verbrecherleben (1926), die im Verlag Hermann Paetel erschienen. Er war ständiger Mitarbeiter im Kabarett Die Wespen und Wilde Bühne unter der Leitung von Trude Hesterberg. Ihr übertrug er auch die Nachlassverwaltung. Sein bekanntestes Werk Aus Pennen und Kaschemmen – Lieder aus dem Norden Berlins (Delta-Verlag Berlin 1921) ist Trude Hesterberg zugeeignet.
Heller war in Vergessenheit geraten, bis er durch die Auftragsproduktion Rinnsteinlieder der Berliner Festspiele im Rahmen der Reihe Ansichten von Preußen 1981 wieder aktuell wurde. Am 25. August 2021 wurden die Berliner Razzien im Elsengold-Verlag neu aufgelegt, zusammen mit anderen, von der Herausgeberin Bettina Müller ausgewählten Texten.

## Schriften
- Volkslieder in modernem Gewande, 1902
- Bunte Lieder, 1903
- Garben, Neue Gedichte, 1906
- Präludien der Liebe. Neue Gedichte und Lieder, 1908
- Neue Lieder, 1908
- Die Wiese (Gedichte), 1914
- Gott erhalte, 1916
- Das schwarzgelbe Buch, 1916
- Lieder vom Frühling (Gedichte), 1921
- Aus Pennen und Kaschemmen – Lieder aus dem Norden Berlins, 1921. Digitalisierung: Zentral- und Landesbibliothek Berlin, 2021.
- Berlin, Berlin, wat macht et? Mit eenem Ooge weent et, mit eenem Ooge lacht et, Neue Lieder aus dem Norden Berlins, 1924
- Chanton (Chansons), 1924
- Aus Ecken und Winkeln – Düstere und heitere Großstadtbilder, 1924
- Rund um den Alex, Bilder und Skizzen aus dem Berliner Polizei- und Verbrecherleben (Detektivroman), 1924
- Giovanni Boccaccio: Der Dekamerone. Bearbeitet von Leo Heller. Illustriert von G. Schmedes, Berlin: Ehrlich, 1924
- Berliner Razzien (gem. m. E. Engelbrecht), 1924
- Verbrecher – Bilder und Skizzen aus dem Verbrecherleben (gem. m. E. Engelbrecht), 1925
- Kinder der Nacht – Bilder aus dem Verbrecherleben (gem. m. E. Engelbrecht), 1926
- So siehste aus – Berlin!, Skizzen und Bilder aus dem Berlin von heute, 1927
- Mein interessantester Fall. Aus den Erlebnissen Berliner Kriminalkommissare (Hrsg.), 1927
- Lieder der Straßenmädchen und Anderes, 1930
- Der Liebesrentner. Der Lebensroman eines Berliner Zuhälters, um 1933
- Die Ritter vom grünen Tisch. Enthüllungen eines Croupiers, um 1933
- Der Erntewagen (Gedichte), 1938
- Berliner Razzien. Reportagen aus der Unterwelt der 1920er Jahre, 2021
- Poesiealbum 385, Märkischer Verlag, Wilhelmshorst 2024